# Unity (альбом Rage)
Unity (читается Ю́нити) — шестнадцатый альбом немецкой метал-группы Rage, выпущенный в 2002 году.

## Список композиций
| №                   | Название                     | Текст песни         | Музыка              | Длительность |
| ------------------- | ---------------------------- | ------------------- | ------------------- | ------------ |
| 1.                  | «All I Want»                 | Петер Вагнер        | Виктор Смольский    | 4:59         |
| 2.                  | «Insanity»                   | Вагнер              | Вагнер              | 4:21         |
| 3.                  | «Down»                       | Вагнер              | Смольский           | 5:24         |
| 4.                  | «Set This World on Fire»     | Вагнер              | Вагнер, Смольский   | 5:05         |
| 5.                  | «Dies Irae»                  | Вагнер              | Смольский           | 5:08         |
| 6.                  | «World of Pain»              | Вагнер              | Вагнер              | 4:02         |
| 7.                  | «Shadows» (инструментал)     |                     | Смольский           | 0:57         |
| 8.                  | «Living My Dream»            | Майк Террана        | Террана, Смольский  | 4:49         |
| 9.                  | «Seven Deadly Sins»          | Вагнер              | Вагнер              | 4:09         |
| 10.                 | «You Want It, You'll Get It» | Вагнер              | Смольский           | 4:05         |
| 11.                 | «Unity» (инструментал)       |                     | Смольский           | 7:17         |
| Общая длительность: | Общая длительность:          | Общая длительность: | Общая длительность: | 50:16        |

В ограниченном издании дополнительно присутствуют:
| №   | Название           | Текст песни | Музыка | Длительность |
| --- | ------------------ | ----------- | ------ | ------------ |
| 12. | «Mystery Trip»     | Вагнер      | Вагнер | 9:19         |
| 13. | «Down» (видеоклип) |             |        | 3:58         |

В японском издании присутствует также:
| №   | Название                  | Длительность |
| --- | ------------------------- | ------------ |
| 12. | «Darkness Turns to Light» | 5:14         |

## Участники записи
- Петер «Пиви» Вагнер — вокал, бас
- Виктор Смольский — гитары, клавишные
- Майк Террана — ударные

Приглашённые музыканты
- Ханси Кюрш — бэк-вокал
- Ди Си Купер — бэк-вокал

## Позиции в хит-парадах
| Чарт (2002)        | Место |
| ------------------ | ----- |
| German Album Chart | 46    |